# Ssireum

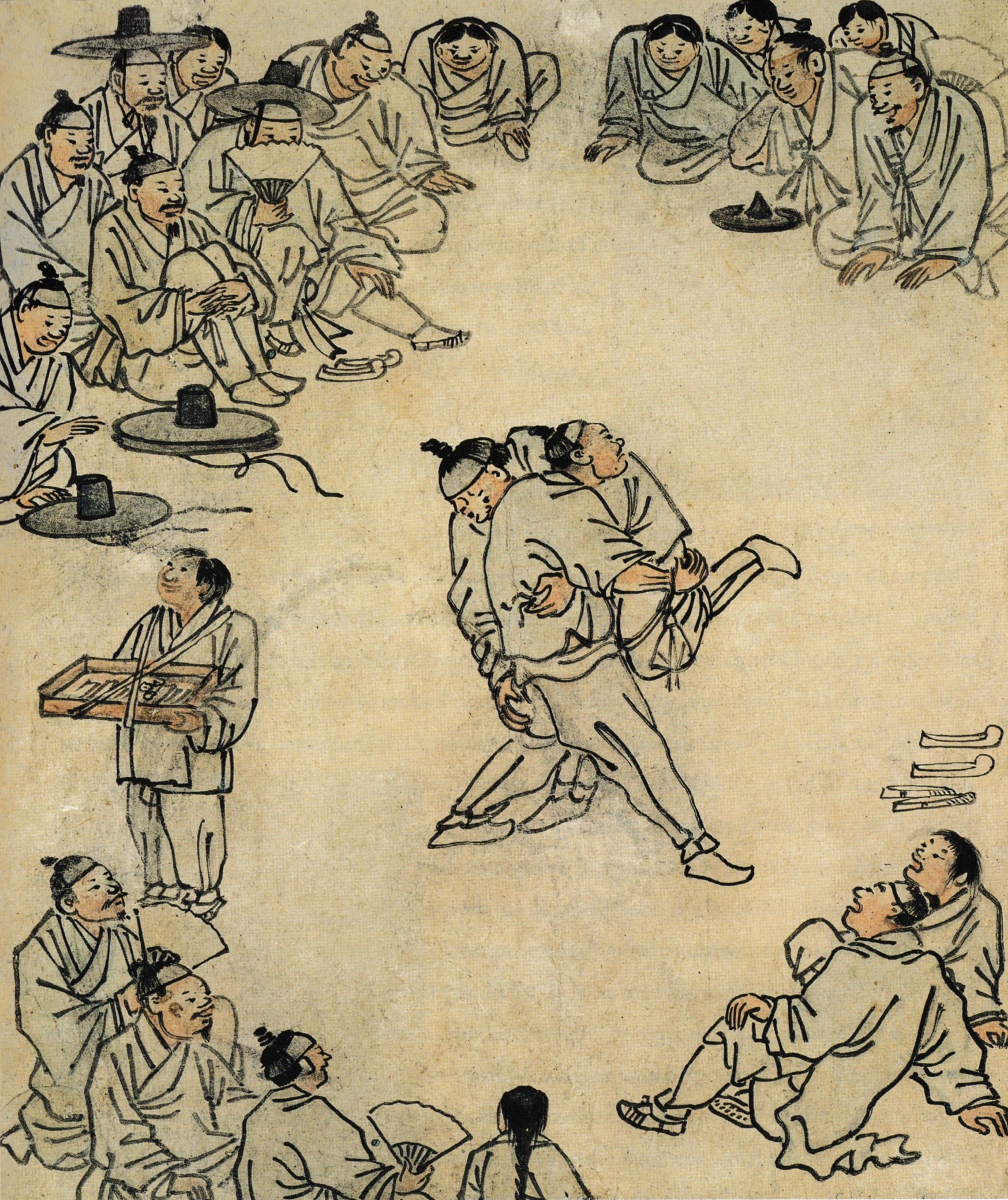
Die mit „Sangbak“ (상박; 相撲) betitelte Zeichnung von Kim Hong-do zeigt Publikum, das sich anlässlich eines Ssireum-Wettbewerbs im 18. Jahrhundert versammelt hat.

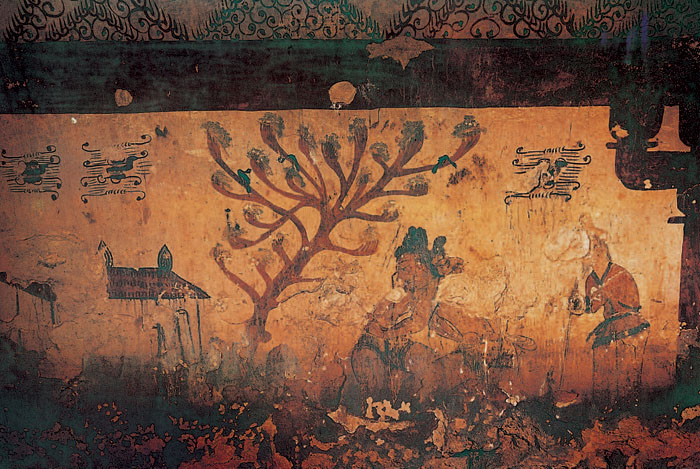
Die Wandmalerei Gakjeochong (각저총) zeigt in einem der Gräber von Goguryeo einen Ssireum-Wettkampf im 6. Jahrhundert zwischen Goguryeo und einem Araber namens Seoyeokin (서역인).

Ssireum (kor. 씨름) ist eine alte Form des Ringens, die nur in Korea verbreitet ist. Die ältesten erhaltenen Spuren des Sports stammen aus dem 4. Jahrhundert, es wird ihm jedoch teilweise ein Alter von bis zu 5.000 Jahren zugeschrieben. Heute wird eine modernisierte Form sowohl von Amateuren als auch semiprofessionell betrieben.

## Herkunft der Bezeichnung
Das koreanische Ringen war früher unter verschiedenen Namen wie Gakjo, Gakhi, Sangbak, Jaenggyo oder Gakgi bekannt, wobei die genaue Wortherkunft bislang nicht durch belastbare historische Quellen belegt werden kann. In China nannte man es Koroyogi oder Yogyo. Seit etwa 1920 hat sich die Bezeichnung Ssireum durchgesetzt. Die Herkunft des Wortes liegt im Dunkeln. Einer Theorie zufolge leitet es sich vom Verb ssirunda her, das so viel bedeutet wie „in einem Zweikampf seine Körperkraft zeigen“, eine andere führt es auf das Wort Silum für das mongolische Bökhe-Ringen zurück.

## Geschichte

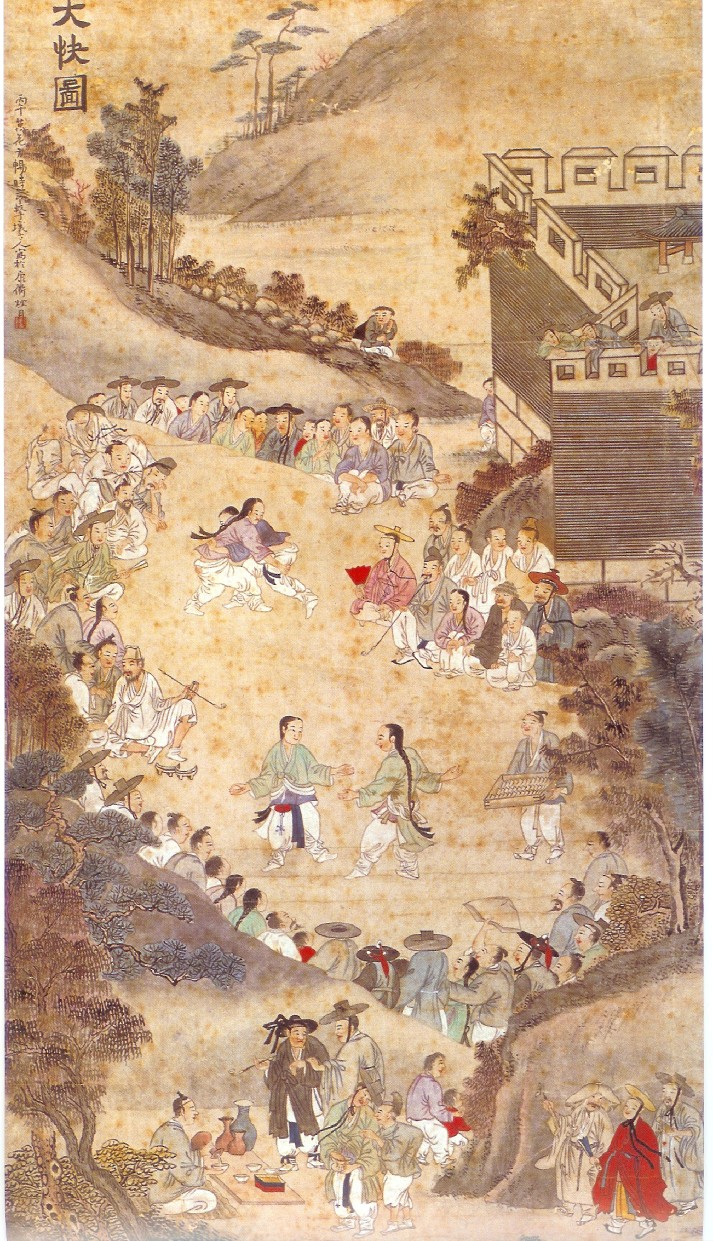
Dieses Bild von Yu Suk (유숙 – 劉淑) aus dem Jahr 1846 zeigt im unteren Teil Taekgyeon und im oberen Teil Ssireum.

Die ältesten Darstellungen des Sports finden sich auf Wandmalereien in Gräbern aus der Zeit des Goguryeo-Königreichs. Er wurde anlässlich lokaler Feste, aber auch an nationalen weltlichen und religiösen Feiertagen praktiziert. Die Kämpfe fanden zwischen den stärksten jungen Männern der umliegenden Dörfer statt. Gewinner war, wer zuletzt noch auf seinen Füßen stand. An ihn wurde der Titel jangsa („Athlet“ oder „starker Mann“) verliehen und er erhielt ein Rind als Preisgeld. Während der Zeit der drei Reiche (1. Jh. v. Chr. – 7. Jh. n. Chr.) wurde Ssireum auch Teil der militärischen Nahkampfausbildung.

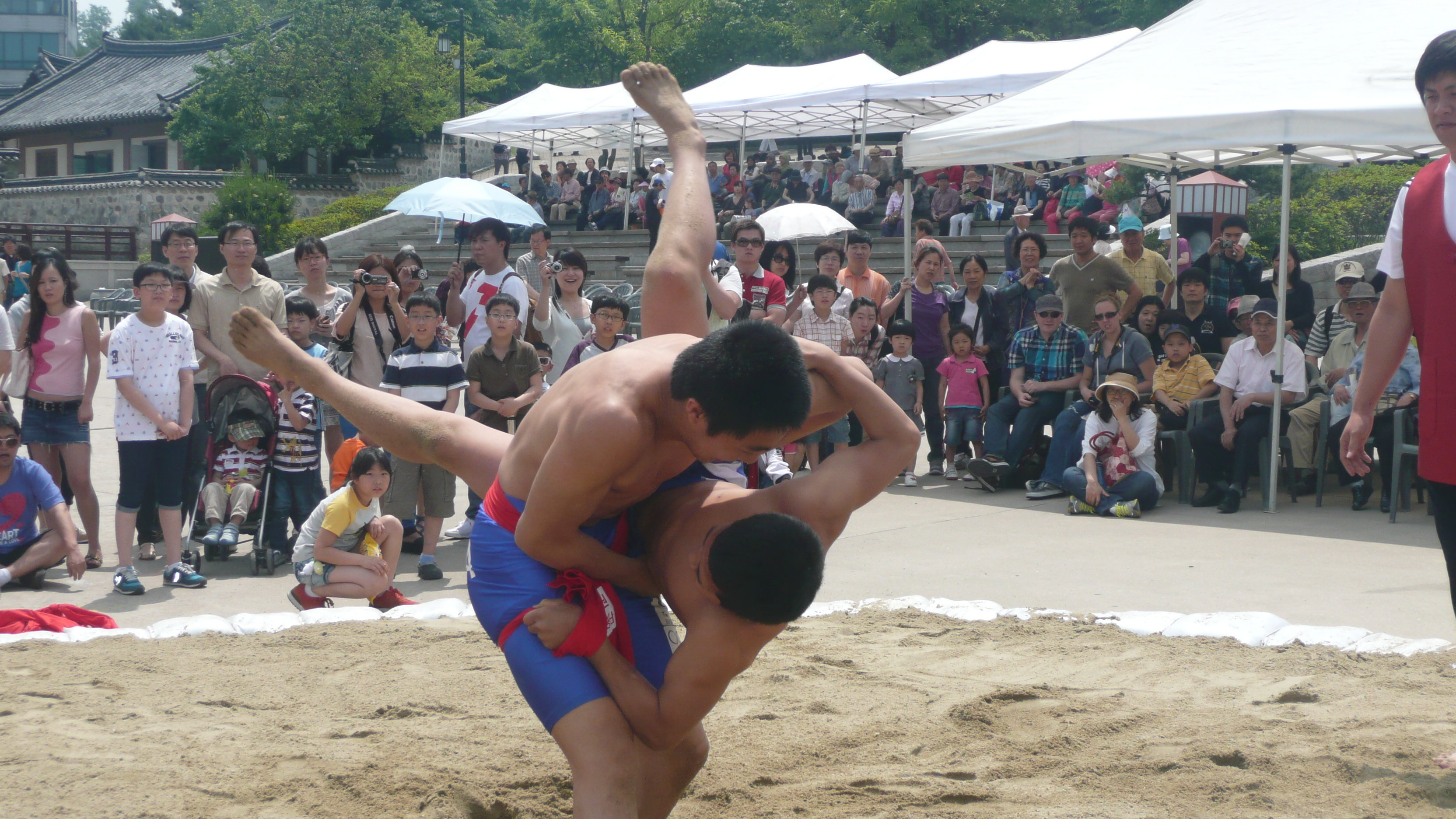
Ein traditioneller Ringkampf während eines Volksfestes am 6. Juni 2011 in Seoul.

Auch während der Besetzung Koreas durch Japan durfte Ssireum, angeblich wegen der Ähnlichkeit zum Sumō, weiter ausgeübt werden. Der erste gesponserte Wettkampf fand 1912 in Seoul statt. In der Folge fanden immer wieder Wettbewerbe statt. Die Pan Joseon Ssireum Federation, die damalige nationale Dachorganisation, richtete 1936 die ersten Pan Ssireum Meisterschaften aus; daraus entwickelten sich die regulären nationalen Meisterschaften. Im Zuge der Asienkrise zu Beginn der 2000er-Jahre und dem damit einher gehenden Rückzug der Sponsoren geriet der Ssireum-Sport in eine Krise und viele Sportler wendeten sich anderen Aktivitäten zu; um wieder mehr öffentliche Aufmerksamkeit zu bekommen, richtete die Korean Ssireum Association einen sechstägigen Wettbewerb aus, an dem auch Kämpfer anderer Nationen teilnahmen. Mittlerweile gibt es wieder regelmäßig zahlreiche Wettbewerbe für Männer und Frauen in (Süd)korea.
Während die organisatorischen Strukturen in Südkorea nach 1953 von Grund auf neu geschaffen wurden, ist über Ssireum in Nordkorea nahezu nichts bekannt, wobei der Sport dort seit 2013 zum immateriellen Kulturerbe gehört. Nord- und Südkorea haben den Sport gemeinsam bei der UNESCO eingereicht. Ssireum ist damit das erste Weltkulturerbe, das beiden Staaten gemeinsam zugeschrieben wurde, nachdem es vorher mit Arirang und Kimchi zwei getrennte Eintragungen gegeben hatte.

## Weltweite Verbreitung
Im September 2008 wurde in Südkorea die World Ssireum Federation (WSF) gegründet. An dieser Gründungsveranstaltung, die in Busan stattfand, waren 29 Länder vertreten. Offiziell registriert wurde der Verband rund ein halbes Jahr später, am 25. März 2009. Gründungspräsident wurde Yoon Myung-Sik. Wenige Tage später wurde im litauischen Wilna der europäische Ssireum-Verband ins Leben gerufen. Im Jahr 2021 waren dem WSF 46 Nationen aus allen Kontinenten angeschlossen. Derzeit (2023) wird stattdessen die International Ssireum Federation (ISF) genannt.

## Regeln
Die zwei Kontrahenten kämpfen innerhalb eines mit Sand ausgestreuten Kreises, der acht Meter im Durchmesser hat. Zu ihren Ringerhosen tragen sie satpa, einen Gurt, der um Hüfte und Oberschenkel geschlungen ist und an dem wie an einem Mawashi der Sumōringer Griffe angebracht werden können. Dieser satpa darf vom Gegner während des gesamten Kampfes nicht losgelassen werden. Ziel ist es, den Gegner durch Kraft und Geschicklichkeit zu Fall zu bringen. Anders als im Sumo wird meist ein Best of 3 ausgekämpft, sodass ein Kampf mindestens zwei Runden lang andauert. In diesen Kämpfen darf weder geschlagen noch gestoßen werden. Eine Runde dauert, je nach Gewichtsklasse, 2 bis 3 Minuten, bei Frauen eine Minute, wobei diese Zeit auch verlängert oder die Runde wiederholt werden kann, wenn im regulären Rahmen kein Gewinner ermittelt werden konnte. Ssireum verfügt über 55 Techniken, um den Gegner kämpferisch zu besiegen.

## Moderne Ausübung
Mit der industriellen Entwicklung Koreas ist diese Art Ringkampf ein wirklicher Sport geworden. Die Ausübung wurde organisiert und reglementiert und die nationale Meisterschaft Ssireum Changsa sowie zahlreiche Wettbewerbe im ganzen Land organisiert, auch im Hochschulsport. Es wurden drei Gewichtsklassen eingeführt, um die Wettkämpfe ausgeglichener zu machen. Eine bedeutende Rolle in der Steigerung des Popularität des Sports in den letzten Jahrzehnten spielte Lee Man-ki, ein herausragender Ringer der 1980er Jahre. Auch der frühere K-1-Kämpfer Choi Hong-man, der heute noch teilweise im Kickboxen und Mixed Martial Arts aktiv ist, war in dieser Disziplin sehr erfolgreich, ebenso wie Kang Ho-dong, der mehrfach nationale Titel gewann und heute in Südkorea ein gefeierter Comedian ist.
In den Dezember-Monaten der Jahre 2003 und 2004 bestritten das Finale der koreanischen Ssireum-Meisterschaft die beiden Riesen Choi Hong-man (218 cm) und Kim Young-hyun (217 cm). 2003 brachte der 23-jährige Turniersieger Choi 166,4 kg auf die Waage, der 27-jährige Kim 162,5 kg. Im darauf folgenden Jahr gelang Kim die Revanche. Kampfsportübergreifend gab es bisher nirgendwo einen Kampf zweier Athleten solcher physischer Ausmaße, was das Gesamtpaket aus Körpergröße und Körpergewicht angeht. Choi brachte bei 2,18 m 175,5 kg auf die Waage, Kim bei 2,17 m 167,8 kg. Selbst die WBA-Schwergewichtsweltmeisterschaft zwischen Nikolai Walujew (2,13 m bei 146,2 kg) und Jameel McCline (1,98 m bei 121,7 kg), welche im Boxsport auf die Physis bezogen als Rekord gilt, konnte nicht mithalten. Walujew und McCline brachten zusammen 267,9 kg und 4,11 m in den Ring, Choi und Kim 343,3 kg und 4,35 m. Kim gewann die Meisterschaften insgesamt dreimal (1998, 1999, 2004), während es für Choi 2003 der einzige Titel blieb.
Vom 7. bis 9. Juni 2012 fanden die ersten Ssireum-Weltmeisterschaften in Busan statt. Ein Jahr später wurde in Frankfurt am Main bereits die vierte überseeische koreanische Ssireum-Meisterschaft mit 150 Teilnehmern aus zwanzig Ländern durchgeführt. Hier fanden auch Mixed-Wettbewerbe statt.
Ende 2019 hat der Sender KBS mit Joy of Ssireum erstmals eine TV-Show, die Ssireum zum Thema hat, ins Programm aufgenommen um dem Zuschauerinteresse nachzukommen.

## Ssireum in Unterhaltungsmedien

### Film
- Like a Virgin – südkoreanischer Film aus dem Jahr 2006 über eine Frau, die wegen der Chance auf großes Preisgeld einem Ssireum-Team beitritt.
- The Art of fighting – südkoreanischer Film aus dem Jahr 2006 über einen Schüler, der, da er in der Schule gemobbt wird, Ssireum lernt.
- Yeongdeok Women's Wrestling Team – südkoreanischer Film aus dem Jahr 2011 über einen Mann, der ein Frauen-Ssireum-Team aufbaut, um mit diesem bei einem nationalen Turnier zu starten.